# Jordan Jenkins
Jordan Montae Jenkins (Houston, 1º luglio 1994) è un giocatore di football americano statunitense che milita nel ruolo di outside linebacker per i Las Vegas Raiders della National Football League (NFL).

## Carriera

### New York Jets
Al college, Jenkins giocò a football coi Georgia Bulldogs dal 2012 al 2015. Fu scelto nel corso del terzo giro (83º assoluto) nel Draft NFL 2016 dai New York Jets. Debuttò come professionista partendo come titolare nella gara del terzo turno contro i Kansas City Chiefs in cui mise a segno 5 tackle.
Nel nono turno della stagione 2017, Jenkins mise a segno due sack e forzò un fumble nella vittoria sui Buffalo Bills, venendo premiato come miglior difensore dell'AFC della settimana.

### Houston Texans
Il 29 marzo 2021 Jenkins firmò un contratto biennale con gli Houston Texans. Infortunatosi nella gara di settimana 11 al legamento posteriore crociato, il 27 novembre 2021 fu spostato nella lista riserve/infortunati. Jenkins tornó nel roster attivo il 18 dicembre 2022. 
Il 15 agosto 2022 Jenkins fu svincolato dai Texans.

### Las Vegas Raiders
Il 18 agosto 2022 Jenkins firmò con i Las Vegas Raiders. Il 21 agosto 2022 Jenkins fu spostato nella lista riserve/infortunati per un infortunio ad un legamento crociato anteriore.

## Palmarès
- Difensore dell'AFC della settimana: 1

9ª del 2017